# Bernabé Ballester
Bernabé Ballester Marco (Xàtiva, 12 februari 1982), voetbalnaam Berna, is een Spaans voetballer. Hij speelt sinds 2009 als verdediger bij CD Alcoyano.
Berna speelde tot 2002 in de cantera (jeugdopleiding) van Real Madrid. In 2002 kwam de verdediger bij CD Mestalla, het tweede elftal van Valencia CF. In het seizoen 2006/2007 speelde Berna met CD Mestalla in de Segunda División B. Na de degradatie van dit team naar de Tercera División besloot hij te vertrekken. Berna werd vervolgens in juli 2007  gecontracteerd door Excelsior Mouscron, dat tegelijkertijd ook zijn landgenoot Carlos Coto (FC Barcelona C) vastlegde. Nadat Excelsior Moeskroen failliet ging keerde hij terug naar Spanje waar hij een contract tekende bij CD Alcoyano.   